# Царь Рампсинит и неуловимый вор
Царь Рампсинит и неуловимый вор — древнеегипетская сказка, сохранившаяся в записи Геродота. В сказке отчетливо проступает сатира на сильных мира сего: фараон наделен самыми отрицательными чертами, а вор — выходец из народа — изображен героем.
Источником сказки является вторая книга Истории Геродота Евтерпа, часть 121. Название «Царь Рампсинит и неуловимый вор» дано египтологом И. С. Кацнельсоном в сборнике сказок «Сказки и повести Древнего Египта» — первым опытом перевода древнеегипетских сказок для массового читателя.

## Содержание
Царь Рампсинит был очень богат. Желая сохранить свои сокровища, он повелел построить здание одной стеной примыкавшее ко дворцу. Строитель же обманул царя, один из камней здания можно было вынуть одному или вдвоём. Спустя время перед кончиной строитель рассказал о хитрости своим сыновьям. После смерти строителя его сыновья принялись за дело. Ночью они подкрались ко дворцу, вынули камень и унесли с собой много денег. Царь обнаружил нехватку золота, но не мог никого обвинить. Золота становилось всё меньше — воры продолжали похищать его. Тогда царь решил расставить капканы и один из воров попался. Попавшийся вор приказал брату отрубить ему голову, чтобы и тот не погиб, если его опознают. Брат поступил по его совету. Он поставил камень на место и ушёл с головой брата.
Царь обнаружил тело вора, приказал повесить его на городской стене и привести всякого, кто будет оплакивать покойника. Тогда мать вора пришла в негодование и велела оставшемуся сыну принести домой тело брата. Оставшийся брат придумал хитрость, навьючив ослов мехами с вином, он подошёл к стражникам, затем он как бы случайно уронил меха, и вино начало растекаться. Подбежали стражники и начали черпать вино. Завязался разговор и оставшийся брат дал стражам ещё мех с вином. Те расположились выпить и скоро захмелели, завалились спать, и вору удалось снять тело брата со стены. Стражам же он в насмешку остриг наголо правую щеку.
Когда царю сообщили, что тело вора украдено, то он захотел узнать кто же этот хитрец, придумавший такие плутни. Царь будто бы приказал поместить свою дочь в публичный дом (Геродот добавляет от себя что этому не верит), но прежде чем отдаться, она должна была заставить мужчину рассказать о его самом хитром и нечестном поступке. А кто расскажет историю с вором, того схватить.
Вор же обо всём догадался и решил перехитрить царя. Он, отрубив руку у мертвеца и скрыв её плащом, пошёл к царской дочери и рассказ ей о своих хитростях. Царевна хотела схватить вора, но он протянул ей руку мертвеца. Та схватила отрубленную руку, а вор убежал.
Царь поразился ловкости и дерзкой отваге этого человека, послал вестников во все города и велел им объявить, что обещает вору безнаказанность и награду. Тогда вор явился к царю, и Рампсинит выдал за него замуж свою дочь, как за умнейшего человека на свете.

## Анализ текста и интерпретации
Геродот совершил ряд далеких путешествий и около 445 г. до н. э. посетил Египет, где он поднялся по течению Нила до острова Элефантины. В своем труде Геродот сохранил отдельные древние предания и сказки, рассказанные ему, очевидно, переводчиками и проводниками. В этих сказках и преданиях, обычно связанных с какими-либо историческими событиями или историческими лицами, вымысел и фантазия причудливо переплетаются с действительностью.
Царь Рампсинит — искажённая форма имени Рамсес, которое носили Рамессиды. Возможно, фараон XX династии Рамсес IV, правивший в 1209 — 1180 гг. до н. э. В построенном им храме в Мединет-Абу, недалеко от Фив, до сих пор сохранилась сокровищница — особое помещение без окон, примыкающее к задней стене храма.
В Египте обычно трупы казненных выставляли на столбах на стене. Стражниками были чужеземцы-наёмники, так как египтяне брили себе головы и бороды.

## В искусстве и литературе

Иллюстрация к сказке на развороте издания. Художник К. В. Овчинников

Генрих Гейне написал стихотворение «Rhampsenit» по мотивам сказки Геродота. Стихотворение было включено в сборник «Romanzero» и впервые опубликовано в 1851 году. Перевод на русский язык был сделан Л. А. Меем и впервые опубликован в 1861 году. Стихотворение Гейне неоднократно переводилось на русский язык впоследствии.
Сказка была экранизирована в Нидерландах под названием «De dief» (Вор) в 1974 году в составе 6-ти серийной экранизации историй Геродота.
Египтологом С. И. Фингарет была создана адаптация для детей под названием «Как вор фараона перехитрил», а художником К. В. Овчинниковым были написаны иллюстрации к сказке. Вместе с двумя другими адаптациями «Чародей Джеди» и «Мореплаватель и змей» сказка вошла в сборник «Три сказки страны пирамид», который был впервые опубликован в 1987 году.